# Głowocis
Głowocis (Cephalotaxus) – rodzaj roślin z rodziny cisowatych (Taxaceae), dawniej często umieszczany w wyodrębnianej rodzinie głowocisowatych (Cephalotaxaceae). Ponieważ okazało się, że głowocis jest zagnieżdżony pod względem filogenetycznym wśród rodzajów należących do cisowatych – współcześnie jest raczej włączany do rodziny w szerokim ujęciu. Alternatywą jest wyróżnienie trzech monofiletycznych rodzin (Cephalotaxaceae, Amentotaxaceae, Taxaceae). Rodzaj obejmuje w zależności od ujęcia od 7–8 do 11 gatunków. Występują one we wschodniej Azji – od północno-wschodnich Indii i Malezji, poprzez Chiny i Koreę po Japonię. Rosną jako drzewa i krzewy podszytowe w lasach liściastych. W Polsce rzadkie w uprawie ze względu na wrażliwość na mrozy.

## Morfologia
PokrójZimozielone krzewy i niewysokie drzewa, osiągające do 12 m wysokości, z pędami rozgałęziającymi się okółkowo lub naprzeciwlegle.
LiścieUłożone dwustronnie w jednej płaszczyźnie lub podnoszące się ku górze, zwykle lekko odgięte ku dołowi. Równowąskie, skórzaste, osadzone są na krótkich ogonkach. Od góry z wyraźnie wystającą wiązką przewodzącą, od spodu z szerokimi paskami aparatów szparkowych w kolorze białym lub szarym.
Organy generatywneRośliny dwupienne. Strobile męskie kuliste, liczne, krókoszypułkowe, rozwijają się w kątach liści. Strobil żeński zawiera dwa zalążki (inne cisowate mają pojedynczy). Po zapyleniu rozwijają się nasiona otoczone mięsistą osnówką w kolorze zielonkawym lub z odcieniem fioletowym, osiągające do 2,5 cm długości.

## Systematyka
Jeden z rodzajów rodziny cisowatych (Taxaceae). Wykaz gatunków: 
- Cephalotaxus fortunei Hook. – głowocis chiński, głowocis Fortune'a
- Cephalotaxus griffithii Hook.f.
- Cephalotaxus hainanensis H.L.Li
- Cephalotaxus harringtonii (Knight ex J.Forbes) K.Koch – głowocis japoński
- Cephalotaxus lanceolata K.M.Feng ex C.Y.Cheng W.C.Cheng & L.K.Fu
- Cephalotaxus latifolia W.C.Cheng & L.K.Fu ex L.K.Fu & R.R.Mill
- Cephalotaxus mannii Hook.f.
- Cephalotaxus oliveri Mast.
- Cephalotaxus sinensis (Rehder & E.H.Wilson) H.L.Li